# Медвежонок (мультсериал)
«Медвежонок» (англ. Little Bear) — канадский мультсериал, созданный по мотивам серии книг Эльзы Холмелунд Майнерик и Мориса Сендака. Премьера состоялась в кинотеатрах осенью 1995 года. Каждая серия мультфильма состоит из трёх мини-глав, историй со своими заглавием и сюжетом, но со сквозными персонажами и подчинением единой сюжетной линии.
Мультсериал транслировался на телеканале Nickelodeon Junior, являясь одним из самых популярных проектов на нём. В России показывался на телеканале «Культура» с 14 апреля по 10 июня 2003 года, повторялся с 12 января по 5 марта и с 28 июня по 23 июля 2004 года (только первые серии). Дубляж на русский язык был осуществлён фирмой «СВ-Дубль» по заказу ГТРК «Культура» в 2003 году.

## Описание
Действие мультсериала происходит в США приблизительно в конце XIX века. В центре сюжета — весёлый и забавный медвежонок, живущий с родителями в небольшом домике в лесу, олицетворяющий собой ребёнка в возрасте 5-6 лет. Среди его друзей — кот, сова, утка и курица. По мере развития сюжета к ним добавляются бабушка и дедушка Медвежонка, живущие в отдельном доме, русалка, кит, выдры, а также девочка Эмили со своей бабушкой, кукла Люси, змейка Безножка, обезьянка Митци и собачка Туту.
В каждой серии герои весело проводят время, стремятся к познанию окружающего мира, открывают для себя что-то новое, пытаются вместе найти выход из непростых ситуаций, учатся таким важным качествам, как сострадание, любовь, ответственность и честность.
По мотивам мультсериала в период с 1998 по 2000 год компанией The Learning Company были выпущены видеоигры с его героями, ориентированные на младшую детскую аудиторию. Также был выпущен полнометражный мультфильм The Little Bear Movie с теми же героями (премьера состоялась 7 августа 2001 года).

## Список персонажей[22][29]

### Главные
- Медвежонок (озвучен Кристин Фэрли) — маленький, любопытный и наделённый воображением антропоморфный детёныш медведя гризли, который живёт в лесу со своей семьёй и друзьями. Единственный персонаж, чьи родители были непосредственно показаны в течение мультсериала, за исключением матери утки в одной из серий, которая является курицей. Медвежонок живёт в оштукатуренном, деревянном, гипсовом и кирпичном доме. Он всегда добр и любит играть и весело проводить время со своими друзьями. Его коронная фраза: «Хммм... Интересно!».
- Эмили (озвучена Дженнифер Мартини) — девочка лет 6-7, которая является лучшим другом маленького медведя. На правах старшего выступает в группе друзей Медвежонка. В первом сезоне показано, что в то лето Эмили отдыхала с родителями на берегу реки рядом с домом медведей. Повсюду носит с собой куклу по имени Люси и очень привязана к ней. В серии «Твой друг Медвежонок» Эмили (возможно, в шутку) дала медвежонку Люси, когда та уезжала из их леса, чтобы вернуться в школу, но потом забрала её обратно, сказав, что она просто вспомнила, что Люси тоже должна пойти в школу. Впоследствии, появившись в эпизодической роли в серии с отправкой воздушного шарика у школы с учебниками, Эмили навсегда переезжает в лес и живёт там со своей бабушкой в доме, специально возведённом для неё папой Медведем и его родственниками.
- Совёнок (озвучена Амосом Кроули) — это самец совы, который иногда бывает напыщенным и слегка нахальным, но при этом — очень мудрым, чьи реплики имеют большой вес среди друзей. Он живёт в домике на дереве и временами бывает очень серьёзен и непомерно философичен. Хотя герой любит весёлые игры, он будет участвовать только в том случае, если игровой процесс будет разумным. Также показано, что чтение книг — это его главное хобби.
- Утка (озвученная Трейси Райан) — самка домашней утки с жёлтыми перьями, оранжевым клювом и длинной шеей. Медлительная и умная одновременно, Утка — из тех, кто сам попадает в комичные ситуации. Она живёт в гнезде, хотя в одном эпизоде она выразила тоску по дому и попыталась жить в домашней лодке. Любит играть в принцессу и притворяться. Медвежонок научил её летать, когда она была утёнком (это показано в сериале). У неё никогда не было собственных утят, но иногда её видели нянчащейся с целой компанией (серия «Утка-нянька»).
- Кот (озвучен Эндрю Сабистоном и Фрэнком Уэлкером, речь и мяуканье соответственно) — это расслабленный, ленивый самец кота, который любит бродить по ночам, подшучивать над прохожими и есть, залезает на подоконник, как только учует идущий с кухни запах любимой закуски. Когда он и его друзья должны добраться до определённого места в лесу, кот часто ведет их через один из своих коротких путей, знаниями о которых нередко хвастается.
- Курица (озвучена Элизабет Ханной) — это суетливая, взбалмошная и дерзкая курица, которая живёт в большом курятнике, с виду напоминающем некую бытовку или сарай. Она стильная, утончённая и любит чистоту, хотя её несколько племянниц и племянников часто портят грязными следами от лап её вылизанный, почти что безупречный дом. Однако она никогда не отказывается от возможности повеселиться. Любит оперу, но, похоже, она не очень хорошо поёт.
- Мама Медведица (озвучена Джанет-Лейн Грин) — мать маленького героя. Любит готовить и всегда готова помочь сыну, если он в этом нуждается. Она также кажется очень аккуратной и не любит, когда в доме становится грязно. Обычно она носит розовую рубашку и голубую юбку с белым фартуком.
- Папа Медведь (озвучен Дэном Хеннесси) — отец Медвежонка, моряк, рыбак, который иногда берёт своего сына на рыбалку или в плавания. Он побывал во многих местах мира и показан как страшный барахольщик (любит хранить старые вещи, даже если их приходится выбрасывать). Обычно он носит синий костюм с фиолетовым галстуком и коричневые туфли. На протяжении большей части показа он не присутствует в доме, так как находится в отъезде, в очередном мореплавании или же на рыбалке.

### Второстепенные
- Безножка (озвучен Риком Джонсом) — дружелюбный, нежный и любвеобильный самец змеи, который живёт в саду у матери медведицы. Один из друзей Медвежонка.
- Бабушка Медведица (озвучена Дианой Д'Аквила) — бабушка Медвежонка (по матери). Она любит готовить и рассказывать истории из своей жизни или же из детства матери главного героя.
- Дедушка (озвучен Шоном Маккэном) — дед Медвежонка по матери. Когда-то он работал в цирке вместе с женой и сестрой. На нём постоянно зелёный пиджак с жилеткой, брюки цвета хаки, тёмно-красный галстук и коричневые туфли.
- Расти (озвучен Джорджем Бузой) — младший брат отца Медвежонка и дядя главного героя. Он упоминает, что живёт в лесу, и что он предпочёл бы жить там, потому что там ему тихо и спокойно. Это очень большой медведь, более высокий, крепкий и подтянутый, чем отец Медвежонка. У него низкий голос, он носит строительный комбинезон, а на шее у него повязан красный платок. Его можно увидеть только в нескольких эпизодах (строительство дома для Эмили, а также в роли приходящей няньки для Медвежонка и его друзей-животных).
- Бабуля (озвучена Кей Хоутри) — бабушка Эмили, с которой она осела в лесу после своего возвращения туда навсегда. Бабушка много путешествовала по миру и имеет много редких и часто, странных предметов мебели и декора. Хозяйка Туту.
- Туту (озвучивает Тара Стронг) — собака Эмили и бабушки. По словам Бабули, Туту разговаривает только на французском языке, но при этом понимает английский язык.
- Митци (озвучена Эшли Тейлор) — озорной, иногда довольно бездумный самец обезьяны, который появляется в лесу в поисках образца медведя с биноклем в ипостаси наблюдателя-натуралиста и затем живёт в домике на дереве в лесу неподалёку от Медвежонка. Этот дом был построен друзьями Медвежонка, совместными усилиями. Она чувствует себя плохо после того, как пренебрегла чьими-то чувствами, повела себя некрасиво или ввела всех в заблуждение. У неё иногда бывают зелёные или белые глаза. Последняя, кто присоединился к второстепенным персонажам, не появляется до конца второго сезона.

### Прочие
- Лось (озвучен Рэем Ландри) — самец восточного лося, который иногда помогает друзьям, когда они в этом нуждаются, в качестве своеобразного транспортного средства.
- Выдры — четыре северные речные выдры (братья и сёстры), которые всегда спонтанно появляются, в остальное время живя в местной реке. Они часто встречаются в эпизодах, посвящённых водным видам спорта (плаванию), один раз даже были учениками в импровизированной школе, организованной Эмили и Медвежонком (в той серии эти герои единственный раз появляются в очках).
- Русалка — очаровательная девушка, которую герой иногда встречает во время вылазок с друзьями или семьёй на озеро. Она дружелюбна и нередко сопровождает Медвежонка в путешествиях по подводному миру. Не все друзья Медвежонка знают об их приятельских отношениях.
- Лягушка — самец лягушки, который постоянно занимается медитациями на пруду, квакает и издаёт протяжные звуки вроде «Омммммммм». Чаще всего появляется в любимом месте для купания медвежонка, на Пруду прыгающих лягушек. Друг Медвежонка, склонный к размышлениям, как Совёнок.
- Малыш Ик — детёныш енота, который появляется только в эпизоде, когда его мать пошла навестить свою бабушку и оставила на некоторое время его с Мамой Медведицей. Медвежонок ей в этом помогает, коротая совместно с ним время за своими любимыми играми и пытаясь приобщить его к ним. Назван так, потому что единственным словом, которое он произносил, было отрывистое «Ик!».
- Скунс.
- Кит. Тайный друг Медвежонка, о связях с которым он после первого знакомства старался никогда не распространяться ни своей родне, ни друзьям. Впоследствии зрителям становится известно, что он — давний знакомый отца главного героя. Все трое одновременно они видятся во время одного из мореплаваний отца. Последний рассказывает медвежонку историю о том, как он впервые в жизни увидел этого кита, когда случайно поймал его в свою рыболовную сеть. Во время шторма этот кит помог вытащить отца и Медвежонка на берег. Помимо двух означенных эпизодов, в кадре показывается также и во вступительной заставке мультсериала, выталкивая основных животных, появляющихся в сериях.

## Серии

### Первый сезон
Первый сезон состоял из 15 эпизодов.
| Эпизод | Русское название                                                          | Оригинальное название                                                                 | Дата выхода     | Сценарист                                               |
| ------ | ------------------------------------------------------------------------- | ------------------------------------------------------------------------------------- | --------------- | ------------------------------------------------------- |
| 01-00  | Первая встреча                                                            | Little Bear and The Rainstorm Night (Pilot)                                           | 2 октября 1995  |                                                         |
| 01-01  | Что надеть медвежонку?/Игра в прятки/Медвежонок летит на Луну             | What Will Little Bear Wear?/Hide and Seek/Little Bear Goes to the Moon                | 6 ноября 1995   | Нина Бебер                                              |
| 01-02  | Именинный Суп/Полярный медведь                                            | Birthday Soup/Polar Bear/Gone Fishing                                                 | 13 ноября 1995  | Сьюзан Коллинс/Сьюзан Коллинс/Питер Парнелл             |
| 01-03  | Всю ночь/Ванна медвежонка/Папа возвращается                               | Up All Night/Little Bear’s Bath/Father Bear comes home                                | 20 ноября 1995  | Сьюзан Коллинс/Питер Хьюм/Питер Хьюм и Нина Бебер       |
| 01-04  | Грипп/Исследование/Рыбалка с папой Медведем                               | A Flu/Exploring/Fishing with Father Bear                                              | 27 ноября 1995  | Питер Парнелл/Питер Парнелл/Питер Хьюм                  |
| 01-05  | Желание Медвежонка/Тень медвежонка/Подарок для матери                     | Little Bear’s Wish/Little Bear’s Shadow/A Present for Mother Bear                     | 6 декабря 1995  | Питер Парнелл                                           |
| 01-06  | К бабушкиному дому/Дедушка Медведь/Мамина Малиновка                       | To Grandmother’s House/Grandfather Bear/Mother Bear’s Robin                           | 11 декабря 1995 | Нэнси Барр                                              |
| 01-07  | Икота/Игры с Папой Медведем/Пудинговый холм                               | Hiccups/Date with Father/Pudding Hill                                                 | 18 декабря 1995 | Элис Розенберг                                          |
| 01-08  | Медвежонок и русалочка/Папины летающие оладьи/Маракасы                    | Little Bear’s Mermaid/Father’s Flying Flapjacks/Maracas                               | 8 января 1996   | Нэнси Барр                                              |
| 01-09  | Семейный портрет/Новый друг Медвежонка/Визит Эмили                        | Family Portrait/Little Bear’s New Friend/Emily’s Visit                                | 15 января 1996  | Нина Бебер                                              |
| 01-10  | Утка-нянька/Оркестр Медвежонка/Пруд прыгающих лягушек                     | Duck, Baby-Sitter/Little Bear’s Band/Hop Frog Pond                                    | 22 января 1996  | Сьюзан Коллинс                                          |
| 01-11  | Медвежонок и ветер/История Гоблина/Неутомимый                             | Little Bear and the Wind/The Goblin Story/Not Tired                                   | 29 января 1996  | Майкл Томас/Джон Лазарус/Джон Лазарус                   |
| 01-12  | Дедушкин чердак/Яйцо медвежонка (Медвежонок и яйцо)/Вечеринка у Совёнка   | Grandfather’s Attic/Little Bear’s Egg/Party at Owl’s House                            | 6 февраля 1996  | Джон Лазарус/Майкл Томас/Майкл Томас                    |
| 01-13  | Танец дождя/Твой друг Медвежонок/Осенний сон                              | The Rain Dance Play/Your Friend, Little Bear/Fall Dream                               | 13 февраля 1996 | Нэнси Барр                                              |
| 01-14  | Медвежонок Маг/Доктор медвежонок/Большой медвежонок                       | Little Bear the Magician/Doctor Little Bear/Bigger Little Bear                        | 20 февраля 1996 | здесь и далее авторы сценария в заставке не указывались |
| 01-15  | Медвежонок летит к звёздам/Сюрприз Медвежонка/Медвежонок и Северный полюс | Little Bear’s Trip to the Stars/Little Bear’s Surprise/Little Bear and the North Pole | 27 февраля 1996 |                                                         |

### Второй сезон
Второй сезон состоял из 14 эпизодов.
| Эпизод | Русское название                                                          | Оригинальное название                                                   | Дата выхода      | Сценарист |
| ------ | ------------------------------------------------------------------------- | ----------------------------------------------------------------------- | ---------------- | --------- |
| 02-01  | Медвежонок знакомится с Безножкой/Поход/Шарик для Эмили                   | Little Bear meets No Feet/The Campout/Emily’s Balloon                   | 24 сентября 1996 |           |
| 02-02  | Короткий путь Кота/Неудачный день медвежонка/Капитан медвежонок           | Cat’s Shortcut/Little Bear’s Bad Day/Captain Little Bear                | 1 октября 1996   |           |
| 02-03  | Строим дом для Эмили/Возвращение Эмили/Медвежонок — Шерлок Холмс          | Building a House for Emily/Emily Returns/Little Sherlock Bear           | 8 октября 1996   |           |
| 02-04  | Зуб Медвежонка/Красная Шапочка/Медвежонок и Кексы                         | Little Bear’s Tooth/Little Red Riding Hood/Little Bear and the Cupcakes | 15 октября 1996  |           |
| 02-05  | Игра в снежки/Зимнее солнцестояние/Снежный занос                          | Snowball Fight/Winter Solstice/Snowbound                                | 22 октября 1996  |           |
| 02-06  | Огород Медвежонка/Принц Медвежонок/Картина для Эмили                      | Little Bear’s Garden/Prince Little Bear/A Painting for Emily            | 5 ноября 1996    |           |
| 02-07  | Следуйте за лидером/Медвежонок — огородное пугало/Медвежонок и младенец   | Follow the Leader/Little Scarecrow Bear/Little Bear and the Baby        | 12 ноября 1996   |           |
| 02-08  | Гонка на реке/Воздушный змей медвежонка/Полнолуние                        | Rafting on the River/Little Bear’s Kite/Night of the Full Moon          | 19 ноября 1996   |           |
| 02-09  | Тётушка Курица/Мяч в игре/Люси жива!                                      | Auntie Hen Minds Chickens/Play Ball/Lucy’s Okay                         | 26 ноября 1996   |           |
| 02-10  | Верные друзья/Черничный пудинг/Люси нужен друг                            | Between Friends/The Blueberry Picnic/Lucy Needs a Friend                | 2 декабря 1996   |           |
| 02-11  | Пикник на Пудинговой горе/Прогулка медвежонка/Тайный друг                 | Picnic on Pudding Hill/Little Bear’s Walkabout/Secret Friend            | 9 декабря 1996   |           |
| 02-12  | Совёнок в затруднении/Школа для выдр/Весенняя уборка                      | Owl’s Dilemma/School for Otters/Spring Cleaning                         | 16 декабря 1996  |           |
| 02-13  | Сказочный кит/Появление Митци/Бабулин ковёр-самолёт                       | A Whale of a Tale/Mitzi Arrives/Granny’s old flying rug                 | 6 января 1997    |           |
| 02-14  | Медвежонок поёт песню (Медвежонок, напевай)/Дом для Митци/Верхушка дерева | Little Bear sing a song/A house for Mitzi/Up a Tree                     | 13 января 1997   |           |

### Третий сезон
Третий сезон состоял из 13 эпизодов.
| Эпизод | Русское название                                                  | Оригинальное название                                             | Дата выхода      | Сценарист |
| ------ | ----------------------------------------------------------------- | ----------------------------------------------------------------- | ---------------- | --------- |
| 03-01  | Ночная рубашка Папы Медведя/Как напугать привидений?/Поиски весны | Father Bear’s Nightshirt/How to scare ghosts?/Search for Spring   | 14 сентября 1997 |           |
| 03-02  | Маленькое чудовище Митци/Саймон говорит/Яблочное пюре             | Mitzi’s Little Monster/Simon says/Applesauce                      | 21 сентября 1997 |           |
| 03-03  | Большая нянька/Верхушка мира/История, рассказанная у костра       | The Big Bear Sitter/The Top of the World/The Campfire Story       | 27 сентября 1997 |           |
| 03-04  | Без мёда/Послание в бутылке/Сладкий зуб медвежонка                | Out of honey/Message in bottle/Little Bear’s Sweet Tooth          | 7 октября 1997   |           |
| 03-05  | Куда делась Люси?/Пудинг Монстр/Улеглись у клопиков               | Where Lucy Went?/Monster Pudding/Under the Covers                 | 15 октября 1997  |           |
| 03-06  | Имбирные печенья/Шарики/Садовая война                             | Gingerbread Cookies/Marbles/The Garden War                        | 21 октября 1997  |           |
| 03-07  | Красная нитка/Принцесса Утка/Как медвежонок познакомился с Уткой  | The Red Thread/Princess Duck/Little Bear meets the Duck           | 30 октября 1997  |           |
| 03-08  | Мать-природа/Танцы/Кто я такой?                                   | Mother Nature/Dance Steps/Who am I?                               | 5 ноября 1997    |           |
| 03-09  | День Рождения Эмили/Большая гонка/Цирк для Туту                   | Emily’s Birthday/The Great Race/Circus for Tutu                   | 11 ноября 1997   |           |
| 03-10  | Умный Сверчок/Листья/Большая, злая метла                          | Clever Cricket/Leaves/Big Bad Broom                               | 17 ноября 1997   |           |
| 03-11  | Подушечный холм/Дива Курица/Маленький помощник Папы Медведя       | Pillow Hill / Diva Hen / Father Bear's Little Helper              | 9 января 1998    |           |
| 03-12  | Я буду тобой, а ты будешь мной/Хрипота в горле/Прыгун-грязнуля    | I'll Be You, You'll Be Me / Frog In My Throat / The Puddle Jumper | 16 января 1998   |           |
| 03-13  | Семейная помывка/Зимняя сказка/Беспорядок у Митци                 | Family Bath Time / Winter Wonderland / Mitzi's Mess               | 23 января 1998   |           |

В России показ мультсериала на телеканале «Культура» был остановлен на 10-й серии третьего сезона (и в июне 2003, и в марте 2004 года). Следующие 2 сезона в российском общедоступном телеэфире показаны не были.

### Четвёртый сезон
Четвёртый сезон состоял из 10 эпизодов.
| Эпизод | Русское название                                                   | Оригинальное название                                                 | Дата выхода      | Сценарист |
| ------ | ------------------------------------------------------------------ | --------------------------------------------------------------------- | ---------------- | --------- |
| 04-01  | Лунная серенада/Гусеницы/Ночь гоблина                              | Moonlight Serenade / Caterpillars / Goblin Night                      | 4 сентября 1998  |           |
| 04-02  | Переночуй у меня/Песочный замок/Счастливая годовщина               | Sleep Over / Sand Castle / Happy Anniversary                          | 13 сентября 1998 |           |
| 04-03  | День дурака/Шарообразные головы/Пуговица Мамы Медведицы            | The April Fool / Balloonheads / Mother Bear's Button                  | 19 сентября 1998 |           |
| 04-04  | Медвежонок и ледяная лодка/Оленёнок/Медвежонок-невидимка           | Little Bear and the Ice Boat / Baby Deer / Invisible Little Bear      | 26 сентября 1998 |           |
| 04-05  | День святого Валентина/В думах о маме Медведице/Я – шпион          | Valentines Day / Thinking of Mother Bear / I Spy                      | 14 февраля 1999  |           |
| 04-06  | Голубое перо/Громовое чудовище/Утиный суп                          | Blue Feather / Thunder Monster / Duck Soup                            | 15 мая 1999      |           |
| 04-07  | Маленький белый скунс/День матери/Маленький след                   | Little White Skunk / Mother's Day / Little Footprint                  | 16 мая 1999      |           |
| 04-08  | Друзья дождливых дней/Медвежонок – маленький гоблин/Пикник на луне | Rainy Day Friends / Little Goblin Bear / Picnic on the Moon           | 30 мая 1999      |           |
| 04-09  | Медвежонок и морское чудовище/Шляп-парад/В поисках медведя-рыбака  | Little Bear and the Sea Monster / Hat Parade / Finding Fisherman Bear | 12 августа 1999  |           |
| 04-10  | Картина/Поцелуй (вариант: Поцелуй для медвежонка) / Свадьба        | The Painting / The Kiss (a.k.a. A Kiss for Little Bear) / The Wedding | 10 апреля 2000   |           |

### Пятый сезон
Пятый сезон состоял из 13 эпизодов.
| Эпизод | Русское название                                                               | Оригинальное название                                                                  | Дата выхода      | Сценарист |
| ------ | ------------------------------------------------------------------------------ | -------------------------------------------------------------------------------------- | ---------------- | --------- |
| 05-01  | Как утка перестала квакать/Связка перьев/Детектив Медвежонок                   | Duck Loses Her Quack / Feathers in a Bunch / Detective Little Bear                     | 20 декабря 2001  |           |
| 05-02  | Небо падает/День отца/Большой улов Папы Медведя                                | The Sky is Falling / Father's Day / Fisherman Bear's Big Catch                         | 19 апреля 2002   |           |
| 05-03  | Желание одуванчика/Сломанная лодка/Утка берёт торт                             | The Dandelion Wish / The Broken Boat / Duck Takes the Cake                             | 7 мая 2002       |           |
| 05-04  | Волшебный лимонад/Глупый Билли/Спокойной ночи, Медвежонок!                     | Magic Lemonade / Silly Billy / Good Night, Little Bear                                 | 7 февраля 2003   |           |
| 05-05  | Первый мороз/Здравствуй, снег!/Медвежонок и зимняя луна                        | First Frost / Hello Snow / Duck and the Winter Moon                                    | 14 марта 2003    |           |
| 05-06  | Медвежонок разговаривает сам с собой/На кого же я похож?/Господин никто        | Little Bear Talks to Himself / Who Do I Look Like? / Mister Nobody                     | 11 апреля 2003   |           |
| 05-07  | Я могу это сделать!/Медвежонок-крысолов/Большие качели                         | I Can Do That / Pied Piper Little Bear / The Big Swing                                 | 22 апреля 2003   |           |
| 05-08  | Величайшее шоу на Земле/Медвежонок – счастливчик/Сказка высокого медвежонка    | The Greatest Show in the World / Lucky Little Bear / Little Bear's Tall Tale           | 28 апреля 2003   |           |
| 05-09  | День противоположностей/Гадание на звёздах/Сонный головастый монстр            | Opposites Day /Wish Upon a Star / Sleepy Head Monster                                  | 30 апреля 2003   |           |
| 05-10  | Любимое дерево Медвежонка/Что-то новое, что-то старое.../Через некоторое время | Little Bear's Favorite Tree / Something Old, Something New / In A Little While         | 5 мая 2003       |           |
| 05-11  | Мы потерялись!/Маленький Медвежонок/Большой улов Утки                          | We're Lost / Little Little Bear / Duck's Big Catch                                     | 9 мая 2003       |           |
| 05-12  | Медвежонок всех пугает/Тот, кто сбежал/Где мелки Медвежонка?                   | Little Bear Scares Everyone / The One That Got Away / Where Are Little Bear's Crayons? | 25 сентября 2003 |           |
| 05-13  | Как полюбить дикобраза?/Плавучий дом для Утки/Как Медвежонок встретил Совёнка  | How to Love a Porcupine / A Houseboat for Duck / How Little Bear Met Owl               | 7 ноября 2003    |           |